# Cambises I
Cambises I (em persa antigo: Kambūǰiya) foi um rei da Pérsia pertencente à dinastia aquemênida, que reinou entre 580 a.C. e 559 a.C. Precedido por Ciro I e Ariarâmenes, sucedido por Ciro II.
De acordo com Heródoto,
Astíages, rei da Média, tinha uma filha chamada Mandane, sobre a qual ele teve um sonho profético. Para evitar que o sonho fosse cumprido, ele casa sua filha com Cambises, um persa, considerado por ele de temperamento quieto e inferior aos medos. Desta união nasce Ciro II.